# ویرجینی پریزولو پوینتت
ویرجینی پریزولو پوینتت (زاده ۲۶ فوریه ۱۹۹۰) یک دوچرخه سوار اهل سوئیس است. او آخرین بار برای تیم بانوان یو سی آی کوگاس–مترلر–لووک سوار شد.

## نتایج عمده
- ۲۰۱۵

مقام سومی در اومنیوم ژنوویس
۳ تایم تریل ۵۰۰متر، جایزه سی ای آر آنادیا،  پرتغال